# Seigneurie foncière
Cet article court présente un sujet plus développé dans : Seigneurie (institution).

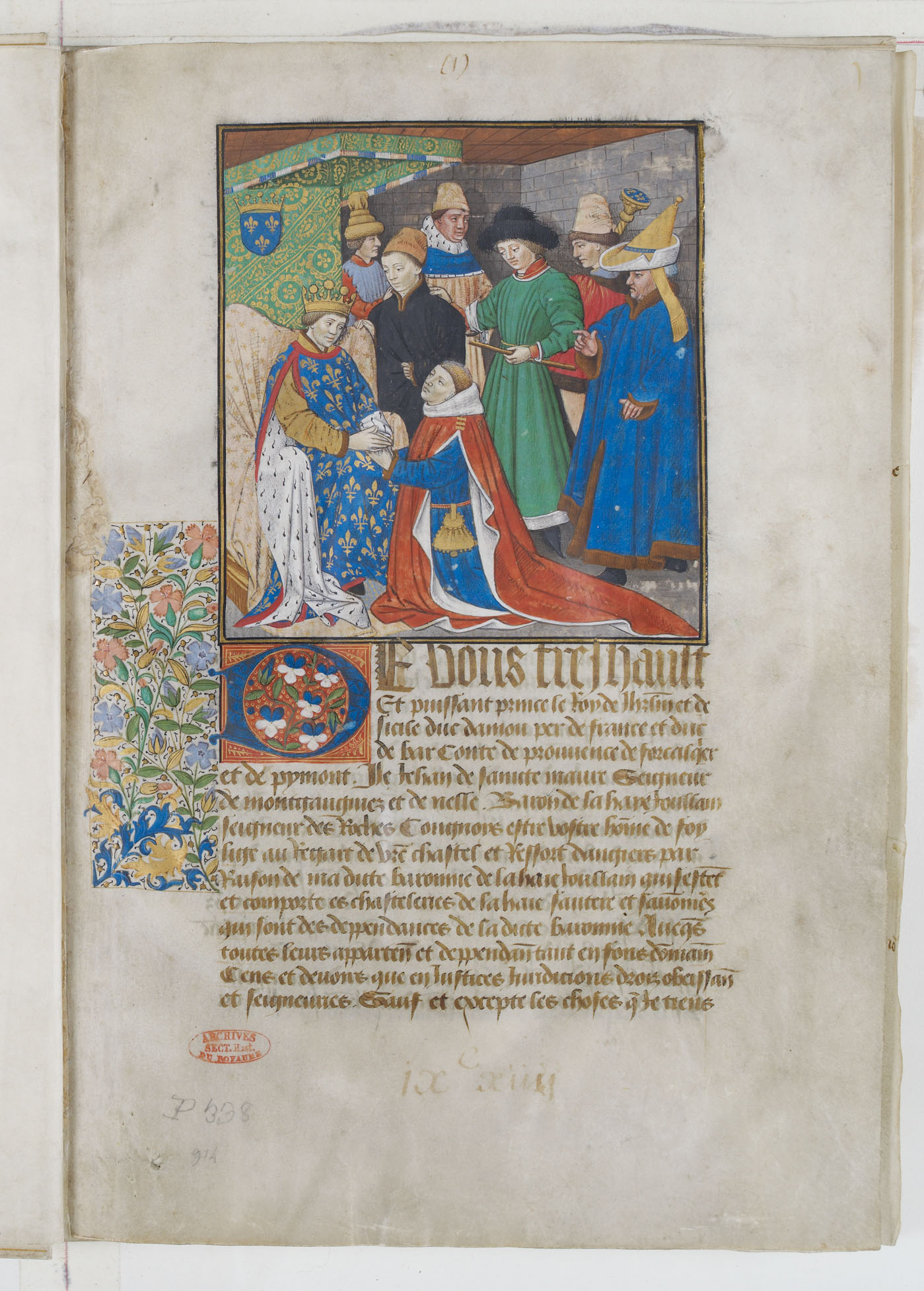
Première page de l'aveu rendu à René, duc d'Anjou (le Roi René), par Jean de Sainte-Maure, seigneur de Montgauguier et son fils, pour la baronnie de La Haie-Joullain en Anjou. La miniature représente le vassal à genoux, tête nue, rendant hommage à son suzerain.

Seigneurie foncière (opposée à seigneurie banale devenue plus tard seigneurie noble, dans laquelle le seigneur acquiert également des droits administratifs et judiciaires sur les personnes) est le nom donné à un type de seigneurie où le seigneur ne possède que des droits réels sur les terres de son domaine. Elle confère des droits d'ordre privé.

## Démembrement de la propriété foncière
Le système féodal répartit les droits de propriété d'une terre (démembrement) du suzerain le plus élevé jusqu'au paysan censier. Le suzerain, seigneur direct, a la propriété éminente d'une terre qu'il peut concéder à un vassal qui lui doit l'hommage et les droit féodaux, parfois assortis d'une rente. Le seigneur censier a la propriété éminente d'une terre qu'il peut concéder à cens à un tenancier qui dès lors en détient la propriété utile contre le paiement des droits seigneuriaux. La reconnaissance de la concession de la terre par le vassal ou le tenancier est appelée aveu et se fait bientôt par écrit (illustration).
Seuls les alleutiers jouissent de la propriété entière de la terre.

## Seigneurie foncière et seigneurie banale
Cependant la séparation formelle entre seigneurie foncière et seigneurie banale, notion inventée par Georges Duby est aujourd'hui contestée. Dès le XIe siècle les seigneurs s'arrogent le droit de ban sur leur territoire et ils s'emploient à faire coïncider la résidence des personnes dépendantes avec leur territoire (« seigneurie territoriale » selon F. Mazel). Il semble cependant que le « seigneur châtelain » peut garder l'essentiel du droit de ban et de justice dans les microfiefs qu'il concède : petit bénéfice ecclésiastique (prieuré) contre le service d'une église, terre remise à un chevalier (fief de haubert), d'ailleurs souvent à titre précaire, et lorsque le seigneur vassal n'est pas noble (fief roturier). Dans ces cas le petit seigneur foncier ne garde qu'un droit de « justice foncière » qui lui est nécessaire pour exiger le paiement de ses cens et terrages. Ceci est particulièrement vrai dans les confins nouvellement défrichés à l'initiative d'ordres monastiques (sauvetés, villes neuves…) où les tenanciers bénéficient de corvées allégées mais restent soumis au seigneur châtelain, les moines ayant du mal à défendre leur droit de ban.
Dans cette optique, il serait plus juste de parler d'aspect foncier de la seigneurie.

## Description
Le domaine comprend des terres cultivables (ager), des prés ou des parcours pour le pâturage, des landes, des forêts, des marais et des surfaces en eaux.
Le domaine cultivable de la seigneurie foncière, est divisé en deux parties :
- la réserve, une terre qu'il fait cultiver pour son propre compte par des serfs ou des serviteurs,
- les tenures qu'il confie à des paysans (tenanciers). Les paysans libres payent exemple le cens une redevance sur la terre ou le champart qui est proportionnel à la récolte, les serfs paient le chevage plus modeste. De plus des journées de travail obligatoire (corvées)[11] sont dues au seigneur notamment en travail dans la réserve et en charrois[7].

Les autres surfaces (communs et forêts) sont accessibles le plus souvent gratuitement à tous les dépendants du domaine mais cet accès est réglementé selon la coutume et les dispositions propres au domaine. Le seigneur s'en réserve logiquement les meilleurs fruits (bois de construction, résine, cire, miel…). Dans certains cas comme le pacage des porcs en forêt, une redevance (porcage) est exigée.
Les parcelles, leur destination et les droits qui y sont attachés sont décrits dans le livre terrier.